# Tổng công ty Khánh Việt

White Horse

Tổng công ty Khánh Việt là doanh nghiệp nhà nước thuộc tỉnh Khánh Hòa, hoạt động theo mô hình Công ty mẹ – công ty con; có tên giao dịch quốc tế là Khanh Viet Corporation, tên viết tắt: KHATOCO. Trụ sở chính tại 118 Hùng Vương, thành phố Nha Trang, tỉnh Khánh Hòa, Việt Nam.

## Lịch sử
Ngày 4 tháng 10 năm 1983, Công ty Chuyên doanh thuốc lá Phú Khánh được thành lập.
Từ tháng 8 năm 1984 đến tháng 5 năm 1988, công ty đầu tư xây dựng khu nhà xưởng mới và nhập khẩu chiếc máy vấn điếu thuốc lá đầu tiên.
Tháng 2 năm 1988, công ty tiếp tục nhập khẩu thêm 2 máy vấn điếu thuốc lá từ Nhật Bản.
Đến năm 1989, công ty ký kết hợp tác với hãng Rothmans of Pall Mall sản xuất thuốc lá điếu nhãn hiệu White Horse. Ngày 15 tháng 7 năm 1989, thuốc lá White Horse đã chính thức sản xuất và tiêu thụ tại thị trường Việt Nam.
Năm 1993, Công ty đổi tên thành Xí nghiệp Liên hiệp Thuốc lá Khánh Hòa. Công ty thay đổi chính sách kinh doanh sang đa ngành, bắt đầu xây dựng các xướng cơ khí, in bao bì, cơ sở sản xuất giấy... để làm vệ tinh cho Nhà máy thuốc lá.
Năm 2002, công ty đổi tên thành Tổng công ty Khánh Việt và hoạt động theo mô hình "công ty mẹ - công ty con".

## Các ngành nghề kinh doanh
- Công nghiệp thuốc lá
- Công nghiệp in - bao bì
- Công nghiệp dệt - nhuộm
- Du lịch - dịch vụ - khách sạn
- Công nghiệp chăn nuôi - chế biến thực phẩm
- Công nghiệp thuộc da
- Thời trang may - da
- Kinh doanh bất động sản
- Kinh doanh thương mại - xuất nhập khẩu

## Danh sách các đơn vị thành viên (tính đến đầu năm 2014)
- Công ty TNHH Thương mại KHATOCO (21 tháng 5 năm 2000)
- Xí nghiệp Thuốc lá Khatoco (25 tháng 6 năm 1989)
- Nhà máy thuốc lá Khánh Hòa (22 tháng 6 năm 1984)
- Xí nghiệp Thuốc lá Phú Yên (KHATOCO-PY) (1992)
- Công ty TNHH một thành viên Tân Khánh An (1 tháng 2 năm 2006)
- Công ty Cổ phần Dệt Tân Tiến (2 tháng 10 năm 1996)
- Xí nghiệp In Bao bì KHATOCO (1994)
- Xí nghiệp May KHATOCO (1994)
- Xí nghiệp Cơ khí KHATOCO (1993)
- Công ty Kinh doanh Đà điểu, Cá sấu
- Công ty Du lịch Long Phú (2001)
- Khu Du lịch Bảo Đại
- Công viên Du lịch Yang Bay
- Khách sạn KHATOCO
- Công ty cổ phần Đông Á
- Công ty cổ phần Giấy Rạng Đông (2 tháng 10 năm 1995)
- Công ty cổ phần Khách sạn Bến Thủy
- Câu lạc bộ bóng đá chuyên nghiệp Khatoco Khánh Hòa
- Công ty nguyên liệu thuốc lá
- Nhà máy thức ăn chăn nuôi Khánh Hòa (20 tháng 9 năm 2006)
- Công ty Khánh Tân
- Trung tâm giống đà điểu KHATOCO Quảng Nam
- Trung tâm giống đà điểu KHATOCO Ninh Hòa
- Công ty Kinh doanh Đà điểu - Cá sấu KHATOCO
- Công ty TNHH Việt Khánh Phú
- Công ty TNHH MTV Đầu tư và kinh doanh bất động sản KHATOCO